# Ахіллесова п'ята

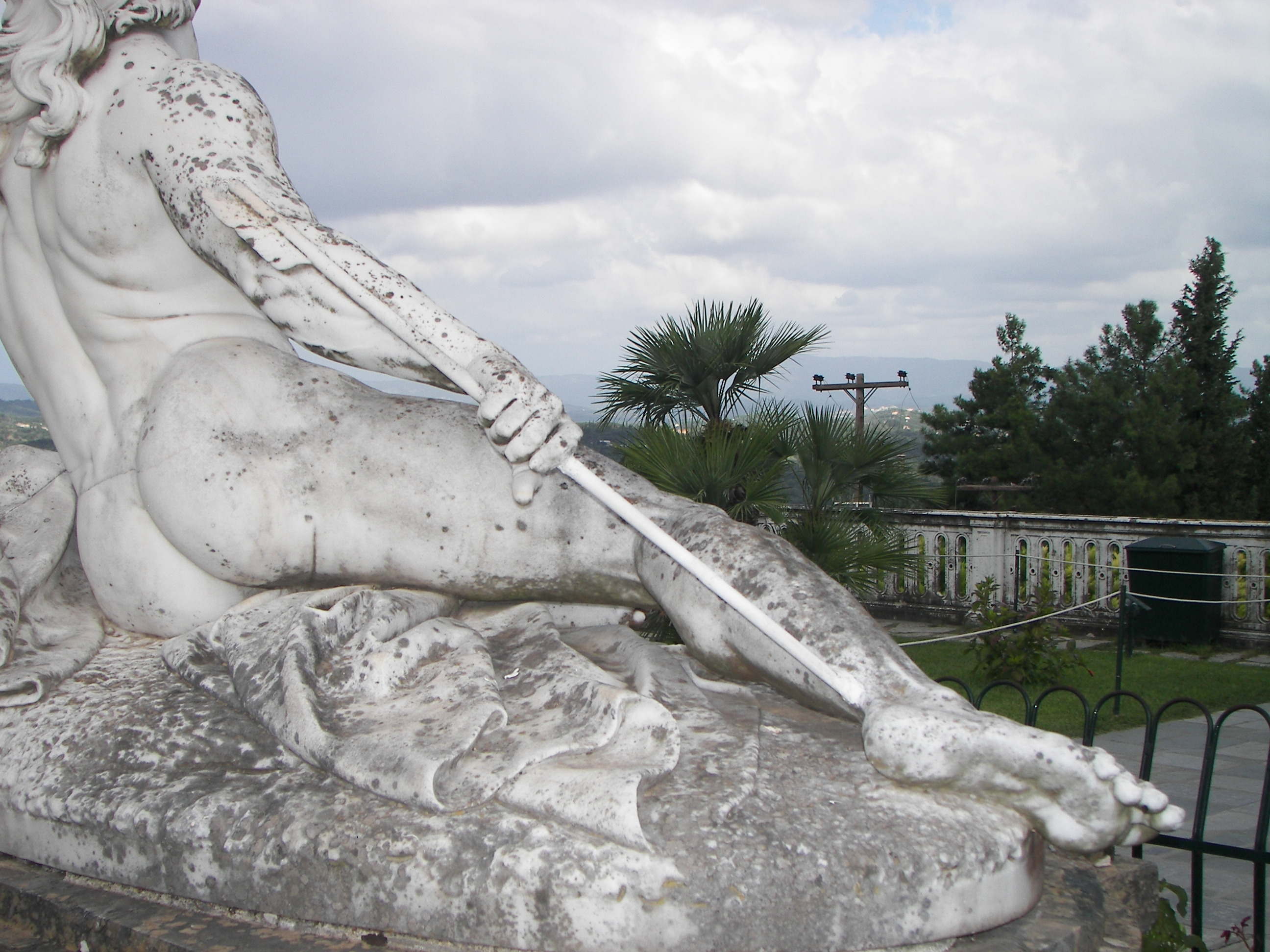
Деталь статуї Ахіллеса, палац Ахіллейон, острів Керкіра, скульптор Ернст Гертер

Ахілле́сова п'ята́ — після гомерівський міф, переданий римським поетом Гігіном, про те, що мати Ахілла, Фетіда, захотіла зробити тіло свого сина невразливим і для цього занурювала його до священної ріки Стікс. Вона тримала сина за п'яту, яку не торкнулася вода, тому п'ята залишилась єдиним вразливим місцем Ахілла, куди він і був смертельно поранений стрілою Паріса під час штурму Трої греками.
Зараз крилатий вираз «Ахіллесова п'ята» означає слабке, вразливе місце в людини.